# ロゼオバクター属
ロゼオバクター属はグラム陰性の好気性光合成桿菌。極近傍に鞭毛を持ち、運動性がある。ロドバクター科に属し、基準種はロゼオバクター・リトラリス。名称は薔薇色の桿菌を意味する。GC比は56から60。
海水中に生息し、生育にナトリウムイオンを必要とする好塩菌である。カロテノイドの一種、スフェロイデノンやバクテリオクロロフィルaを用いて光合成を行い炭素を固定するが、酸素は発生しない。栄養源に向かって運動する性質がある。